# 90 Девы
p Девы (лат. p Virginis), 90 Девы (лат. 90 Virginis), HD 121299 — двойная звезда в созвездии Девы на расстоянии приблизительно 250 световых лет (около 76,9 парсек) от Солнца. Визуальная звёздная величина звезды — +5,159m. Возраст звезды определён как около 2,85 млрд лет.

## Характеристики
Первый компонент — оранжевый гигант спектрального класса K0, или K1-2II-III, или K2III. Масса — около 2,669 солнечной, радиус — около 10,633 солнечного, светимость — около 60,202 солнечной. Эффективная температура — около 4695 K.
Второй компонент — коричневый карлик. Масса — около 13,96 юпитерианской. Удалён в среднем на 2,075 а.е..